# Seru Epenisa Cakobau
Ratu Seru Epenisa Cakobau (1815-1883) va ser un cap i guerrer fijià que va unir les tribus del seu país sota el seu lideratge i que va regnar com Tui Viti (rei de Fiji) del 5 de juny de 1871 fins al 10 d'octubre de 1874, quan va cedir el seu país a la reina Victòria del Regne Unit.